# Forte San Paolo
Il forte San Paolo è una fortezza in rovina nel comune di Ventimiglia, in provincia di Imperia, costruita sui resti del castello di Castelvecchio ad occidente della cinta muraria fortificata della città intemelia. Assieme alla fortificazione di castel d'Appio e alla fortezza dell'Annunziata fa parte degli antichi edifici difensivi eretti a Ventimiglia durante la dominazione genovese e successivamente napoleonica.

## Storia
La fortezza fu costruita dalla Repubblica di Genova nel XIII secolo sui resti di un antico e preesistente castello detto Castelvecchio. Il forte fu teatro di importanti avvenimenti bellici durante la guerra di successione austriaca tra l'esercito austro-sardo e le truppe franco-spagnole a metà del XVIII secolo.
Nel 1746, ad ottobre, il fortilizio fu occupato dai soldati francesi che si erano progressivamente ritirati verso Mentone, ma l'edificio fu strenuamente assediato con successo dalle truppe di Carlo Emanuele III re di Sardegna. Un nuovo assedio fu compiuto nel giugno del 1747 ad opera dell'esercito franco-spagnolo, ma la fortezza resistette all'attacco grazie alla difesa dei soldati sabaudi.
All'inizio del XIX secolo, oltre ad un restauro conservativo, furono realizzati collegamenti coperti e cunicoli sotterranei con la sottostante fortezza dell'Annunziata - detta anche Ridotta dell'Annunziata - mantenendo in servizio l'uso difensivo della Piazza di Ventimiglia.
Verso la fine dell'Ottocento il cessare degli eventi bellici portò il forte, oramai obsoleto, ad un abbandono; un Regio decreto dell'8 luglio 1883 stabilì la cessazione del ruolo di piazzaforte per Ventimiglia e, pertanto, nel febbraio del 1884 fu decisa la demolizione di alcune parti del forte.

## Struttura
Secondo alcune fonti il forte a metà del XVIII secolo risultava avere una struttura semplice, a pianta quadrangolare, e possedeva quattro bastioni denominati dell'Annunziata, di San Bartolomeo, di San Paolo e di San Bernardo.
Lo smantellamento compiuto nel 1884 ha inciso profondamente sull'originaria struttura della fortezza e ad oggi rimangono visibili soltanto parti dell'antico perimetro esterno; oggi questa area - chiusa al pubblico - è divenuta sede di alcuni ripetitori televisivi e di depositi privati. Sono tuttavia ancora visibili le mura dei bastioni del ridotto centrale, sostenute da enormi speroni di roccia locale intonacata.